# Ordinariato Castrense de Portugal
O Ordinariato Castrense de Portugal/Diocese das Forças Armadas e de Segurança foi erigido canonicamente em 29 de Maio de 1966 pelo Papa Paulo VI, para auxiliar espiritualmente as Forças Armadas Portuguesas (Exército, Armada e Força Aérea) bem como as forças de Segurança (Guarda Nacional Republicana e Polícia de Segurança Pública).
A sede do Ordinariato Castrense é a Igreja de Nossa Senhora do Livramento e de São José, conhecida por Igreja da Memória, em Lisboa.

## História
O primeiro ordinário castrense foi o Patriarca de Lisboa, D. Manuel Gonçalves Cerejeira, podendo delegar o cargo num vigário-geral, Bispo Auxiliar do Patriarcado. Com a sua renúncia e sucessão por D. António Ribeiro, manteve-se o Patriarca de Lisboa à frente do Ordinariato, até que, por sua morte, decidiu o novo Patriarca, D. José Policarpo, separar as funções. Assim, em 3 de Maio de 2001, o vigário-geral em exercício desde a morte de D. António Ribeiro, D. Januário Torgal Mendes Ferreira, tornou-se ordinário castrense por direito próprio, com título episcopal associado a essa dignidade e tendo como tal assento na Conferência Episcopal Portuguesa. A 10 de outubro de 2013 foi publicada a nomeação de Manuel da Silva Rodrigues Linda, uma vez que o bispo Januário Torgal Ferreira já tinha pedido a resignação por limite de idade.
A 15 de março de 2018, D. Manuel Linda foi nomeado bispo da Diocese do Porto, ficando o Ordinariato em Sede Vacante até à nomeação de D. Rui Valério, a 27 de Outubro de 2018, como bispo das Forças Armadas e de Segurança.
A 10 de agosto de 2023, D. Rui Valério foi nomeado Patriarca de Lisboa, ficando o Ordinariato em Sede Vacante. Embora tenha sido nomeado Patriarca de Lisboa, D. Rui Valério foi também nomeado administrador apostólico da Diocese das Forças Armadas e das Forças de Segurança até à tomada de posse do seu sucessor.

## Lista de Ordinários Castrenses
|                          | Nome                            | Período   | Notas                       |        |
| Bispos                   | Bispos                          | Bispos    | Bispos                      | Bispos |
| ------------------------ | ------------------------------- | --------- | --------------------------- | ------ |
| 6.°                      | Sérgio Manuel Ribeiro Dinis     | 2024–     | Atual                       |        |
| 5.º                      | Rui Valério, S.M.M.             | 2018–2023 | Nomeado Patriarca de Lisboa |        |
| 4.º                      | Manuel da Silva Rodrigues Linda | 2013–2018 | Nomeado Bispo do Porto      |        |
| 3.°                      | Januário Torgal Ferreira        | 2001–2013 |                             |        |
| 2.º                      | António Ribeiro                 | 1971–1998 |                             |        |
| 1.º                      | Manuel Gonçalves Cerejeira      | 1966–1971 |                             |        |
| Bispo auxiliar           |                                 |           |                             |        |
|                          | Januário Torgal Mendes Ferreira | 1989–2001 |                             |        |
| Administrador Apostólico |                                 |           |                             |        |
|                          | Rui Valério, S.M.M.             | 2023–     | Patriarca de Lisboa         |        |